# Techsnabexport
Techsnabexport (russisch Техснабэкспорт, Tekhsnabexport) oder TENEX ist ein staatliches russisches Unternehmen, das im Jahr 1963 gegründet wurde. Es ist weltweit tätig, handelt mit Uran-Kernbrennstoff und bietet Dienstleistungen an. Es arbeitet eng mit den Unternehmen der Atomenergoprom zusammen, die nukleare Materialien herstellen sowie technische, medizinische und andere Ausrüstungen mit radioaktiven Substanzen ausstatten.
Generaldirektor wurde im Jahr 2002 Wladimir Alexejewitsch Smirnow.
Am 19. Januar 2007 hat das russische Parlament mit dem Gesetz „Über die Besonderheiten der Verwaltung und Verfügung über das Eigentum und Aktien der Unternehmen mit der Kernenergie und über relevante Änderungen an einigen Gesetzgebungsakten der Russischen Föderation“, die Atomenergoprom geschaffen – eine Holdinggesellschaft für alle russischen Unternehmen in der zivilen Atomindustrie, zu denen Techsnabexport, der Kernenergie-Produzent Rosenergoatom, der nukleare Brennstoffkreislauf-Produzent und -Lieferant TWEL sowie der Atomanlagen-Konstrukteur Atomstroyexport gehören.
Nachfolger von Smirnov wurde im Jahre 2007 Alexey Antonovich Grigoriev.